# Crévéchamps
Crévéchamps település Franciaországban, Meurthe-et-Moselle megyében. Lakosainak száma 348 fő (2022. január 1.). Crévéchamps Benney, Haussonville, Saint-Mard, Saint-Remimont, Tonnoy és Velle-sur-Moselle községekkel határos.

## Népesség
A település népességének változása:
| Lakosok száma | 247  | 262  | 298  | 320  | 356  | 381  | 393  | 398  | 382  | 348  |
|               | 1968 | 1982 | 1990 | 2006 | 2013 | 2015 | 2017 | 2019 | 2020 | 2022 |